# 尼利斯蘭丁 (密蘇里州)
尼利斯蘭丁（英語：Neely's Landing）是位於美國密蘇里州開普吉拉多縣的非建制地區。

## 歷史
尼利斯蘭丁的郵局於1860年設立，其後於1957年停運。

## 地理
尼利斯蘭丁所處的海拔為高於海平面108米（即354英呎），而該地所採用的時區為UTC-6，即北美中部時區（CST）。同時該地設有夏令時間，為UTC-6調快一小時，即UTC-5（CDT）。